# 1855
1855 (MDCCCLV) a fost un an obișnuit al calendarului gregorian, care a început într-o zi de luni.

## Evenimente

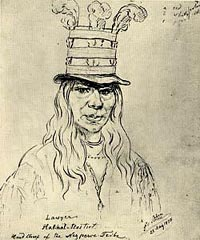
Lawyer, șeful tribului Nez Perce, a semnat tratatul din 1855.

### Ianuarie
- 29 ianuarie: Demisia Lordului Aberdeen sub presiunea parlamentului britanic care îi reproșează atitudinea mediocră în conducerea Războiului contra Crimeei

### Februarie
- 7 februarie: Semnarea Tratatului de la Shimoda între Rusia și Japonia. Insula Sahalin este declarată nedivizată. Insulele Kurile sunt împărțite între Rusia și Japonia.

### Martie
- 3 martie: Alexandru al II-lea devine țarul Rusiei după decesul tatălui său, Nicolae I.

### Iunie
- 11 iunie: Tratat între tribul de americani nativi Nez Perce și guvernul Statelor Unite.

### Noiembrie
- 17 noiembrie: Exploratorul britanic David Livingstone descoperă Cascada Victoria în Africa meridională.

## Arte, științe, literatură și filozofie
- 9 februarie: Traviata, de Giuseppe Verdi, în premieră la Timișoara
- Apare la București Museu Literariu, cuprinzând o culegere a principalelor opere ale autorilor europeni de atunci, precum Alphonse de Lamartine, François Guizot, Alexandre Dumas, Walter Scott, Frederic Soulie, traduse în limba română
- Apare la Iași, sub îngrijirea lui Vasile Alecsandri, România Literară considerată drept continuatoare a programului Daciei Literare
- Pictorul francez Gustave Courbet pictează L'atelier
- Poetul american Walt Whitman publică volumul de poezii Leaves of Grass

## Nașteri
- 5 ianuarie: King Camp Gillete, inventator american (lama de bărbierit), (d. 1932)
- 13 martie: Percival Lowell, astronom american (d. 1916)
- 1 septembrie: Innokenti Annenski, scriitor rus (d. 1909)

### Nedatate
- Constantin Dobrogeanu-Gherea, scriitor, critic literar, om politic român (d. 1920)

## Decese
- 20 ianuarie: Maria Adelaide de Austria (n. Adelheid Franziska Marie Rainera Elisabeth Clotilde), 32 ani, prima soție a lui Victor Emanuel al II-lea al Italiei (n. 1822)
- 23 februarie: Carl Friedrich Gauss (n. Johann Carl Friedrich Gauss), 77 ani, matematician, astronom, fizician german (n. 1777)
- 2 martie: Nicolae I (n. Nikolai Pavlovici Romanov), 58 ani, țar al Rusiei (n. 1796)
- 31 martie: Charlotte Brontë (Currer Bell), 38 ani, romancieră britanică (n. 1816)
- 11 noiembrie: Søren Kierkegaard (n. Søren Aabye Kierkegaard), 42 ani, filosof danez (n. 1813)
- 26 noiembrie: Adam Mickiewicz (n. Adam Bernard Mickiewicz), 56 ani, poet polonez (n. 1798)